# Marion (hrabstwo Grant)
Marion – miasto w Stanach Zjednoczonych, w stanie Wisconsin, w hrabstwie Grant.